# Barcelona Open Banco Sabadell 2024
Barcelona Open Banco Sabadell 2024, známý jako Torneo Godó 2024, byl tenisový turnaj na mužském profesionálním okruhu ATP Tour, hraný v Královském tenisovém klubu. Sedmdesátý první ročník Barcelona Open probíhal mezi 15. a 21. dubnem 2024 v katalánské metropoli Barceloně na antukových dvorcích.
Turnaj dotovaný 2 938 695 eury patřil do kategorie ATP Tour 500. Nejvýše nasazeným singlistou se po odhlášení Alcaraze stal osmý hráč světa Andrej Rubljov, jenž se v Barceloně představil potřetí. Jako poslední přímý účastník do dvouhry nastoupil americký 92. hráč žebříčku Brandon Nakashima, který ve druhém kole vyřadil Rubljova. Po zranění se na okruh vrátil dvanáctinásobný šampion Rafael Nadal, který je jediným barcelonským vítězem v soutěži. V Barceloně startuje posedmnácté a poprvé od roku 2021. Jeho celková zápasová bilance na turnaji, před rozehráním ročníku, činila 66–4.
V důsledku invaze Ruska na Ukrajinu na konci února 2022 řídící organizace tenisu ATP, WTA a ITF s grandslamy rozhodly, že ruští a běloruští tenisté mohli dále na okruzích startovat, ale do odvolání nikoli pod vlajkami Ruska a Běloruska.
Jedenáctý singlový titul na okruhu ATP Tour, a první v kategorii ATP 500, vybojoval 25letý Nor Casper Ruud. Stal se tak prvním skandinávským vítězem turnaje od Švéda Kenta Carlssona v roce 1988 a pátým barcelonským ve 21. století, který nepocházel ze Španělska. Se 103 vyhranými zápasy na antuce od sezóny 2020 představoval nejlepšího antukáře v tomto období. Deblovou trofej z předchozího ročníku obhájili Argentinci Máximo González s Andrésem Moltenim, kteří společně ovládli osmý turnaj.

## Rozdělení bodů a finančních odměn

### Rozdělení bodů
| Soutěž  | Soutěž | vítězové | finalisté | semifinalisté | čtvrtfinalisté | 16 v kole | 32 v kole | 48 v kole | Q  | Q2 | Q1 |
| ------- | ------ | -------- | --------- | ------------- | -------------- | --------- | --------- | --------- | -- | -- | -- |
| dvouhra | [ 2 ]  | 500      | 330       | 200           | 100            | 50        | 25        | 0         | 16 | 8  | 0  |
| čtyřhra | [ 8 ]  | 500      | 300       | 180           | 90             | 0         | —         | —         | 45 | 25 | 0  |

### Finanční odměny
| Soutěž                              | Soutěž      | vítězové  | finalisté | semifinalisté | čtvrtfinalisté | 16 v kole | 32 v kole | 48 v kole | Q2      | Q1      |
| ----------------------------------- | ----------- | --------- | --------- | ------------- | -------------- | --------- | --------- | --------- | ------- | ------- |
| dvouhra                             | [ 2 ] [ 9 ] | 488 390 € | 260 475 € | 135 125 €     | 70 550 €       | 37 175 €  | 20 350 €  | 10 855 €  | 5 700 € | 3 255 € |
| čtyřhra                             | [ 8 ]       | 170 490 € | 91 170 €  | 46 130 €      | 23 060 €       | 11 940 €  | —         | —         | —       | —       |
| částka ve čtyřhře je uvedena na pár |             |           |           |               |                |           |           |           |         |         |

## Mužská dvouhra

### Nasazení
| Stát                         | Hráč                        | ATP | Nasazení |
| ---------------------------- | --------------------------- | --- | -------- |
| Španělsko                    | Carlos Alcaraz              | 3.  | 1.       |
|                              | Andrej Rubljov              | 6.  | 2.       |
| Norsko                       | Casper Ruud                 | 10. | 3.       |
| Austrálie                    | Alex de Minaur              | 11. | 4.       |
| Řecko                        | Stefanos Tsitsipas          | 12. | 5.       |
| Francie                      | Ugo Humbert                 | 15. | 6.       |
|                              | Karen Chačanov              | 17. | 7.       |
| Argentina                    | Sebastián Báez              | 19. | 8.       |
| Chile                        | Nicolás Jarry               | 21. | 9.       |
| Itálie                       | Lorenzo Musetti             | 24. | 10.      |
| Španělsko                    | Alejandro Davidovich Fokina | 29. | 11.      |
| Spojené království           | Cameron Norrie              | 30. | 12.      |
| Argentina                    | Tomás Martín Etcheverry     | 31. | 13.      |
| Austrálie                    | Jordan Thompson             | 32. | 14.      |
| Chorvatsko                   | Borna Ćorić                 | 33. | 15.      |
| Francie                      | Arthur Fils                 | 36. | 16.      |
| Maďarsko                     | Fábián Marozsán             | 37. | 17.      |
| Žebříček ATP k 8. dubnu 2024 |                             |     |          |

### Jiné formy účasti
Následující hráči obdrželi divokou kartu do hlavní soutěže:
- Roberto Bautista Agut
- Martín Landaluce
- Albert Ramos-Viñolas
- Daniel Rincón

Následující hráč nastoupil pod žebříčkovou ochranou:
- Rafael Nadal

Následující hráči postoupili z kvalifikace:
- Duje Ajduković
- Nick Hardt
- Harold Mayot
- Diego Schwartzman
- Šang Ťün-čcheng
- Marco Trungelliti

Následující hráči postoupili z kvalifikace jako šťastní poražení:
- Hugo Grenier
- Andrea Vavassori

### Odhlášení
před zahájením turnaje
- Carlos Alcaraz → nahradil jej  Hugo Grenier
- Karen Chačanov → nahradil jej  Andrea Vavassori
- Jiří Lehečka → nahradil jej  Arthur Cazaux
- Mackenzie McDonald → nahradil jej  Luca Van Assche
- Emil Ruusuvuori → nahradil jej  Pedro Cachín

## Mužská čtyřhra

### Nasazení
| Stát                                                                                  | Hráč              | Stát               | Hráč                   | ATP | Nasazení |
| ------------------------------------------------------------------------------------- | ----------------- | ------------------ | ---------------------- | --- | -------- |
| Španělsko                                                                             | Marcel Granollers | Argentina          | Horacio Zeballos       | 11. | 1.       |
| Chorvatsko                                                                            | Ivan Dodig        | Spojené království | Neal Skupski           | 13. | 2.       |
| USA                                                                                   | Rajeev Ram        | Spojené království | Joe Salisbury          | 17. | 3.       |
| Mexiko                                                                                | Santiago González | Francie            | Édouard Roger-Vasselin | 23. | 4.       |
| Žebříček ATP k 8. dubnu 2024; číslo je součtem žebříčkového postavení obou členů páru |                   |                    |                        |     |          |

### Jiné formy účasti
Následující páry obdržely divokou kartu do hlavní soutěže:
- Roberto Carballés Baena /  Jaume Munar
- Daniel Rincón /  Oriol Roca Batalla

Následující pár postoupil z kvalifikace:
- Tomáš Macháč /  Čang Č’-čen

## Přehled finále

### Mužská dvouhra
- Casper Ruud vs.  Stefanos Tsitsipas, 7–5, 6–3

### Mužská čtyřhra
- Máximo González /  Andrés Molteni vs.  Hugo Nys /  Jan Zieliński, 4–6, 6–4, [11–9]